# Park Narodowy Barranca del Cupatitzio
Park Narodowy Barranca del Cupatitzio (hiszp. Parque nacional Barranca del Cupatitzio) – park narodowy w południowo-zachodnim Meksyku, w stanie Michoacán. Został utworzony 11 lutego 1938 roku. Jest jednym z najmniejszych parków narodowych w Meksyku i zajmuje obszar 4,72 km² (w tym 0,20 km² to obszar rekreacyjny). 

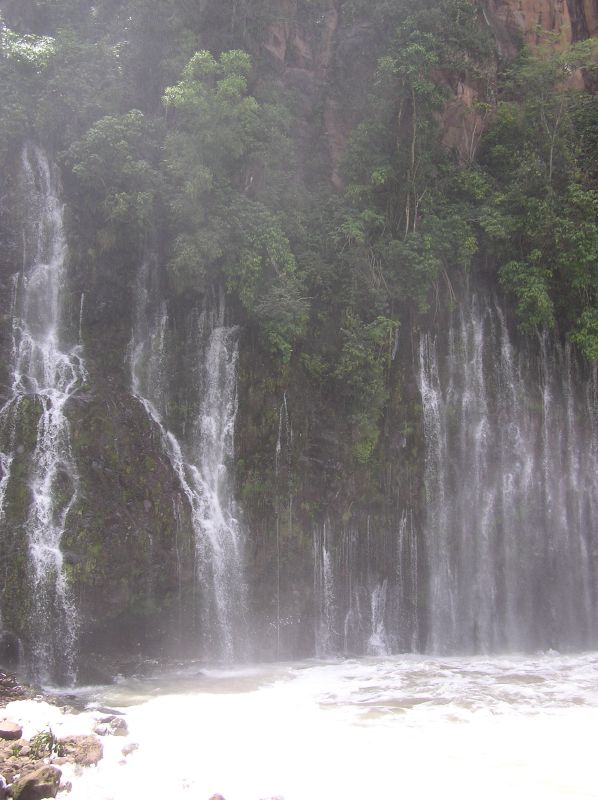
Wodospad Tzaráracua

## Opis
Park znajduje się w pobliżu miasta Uruapan i obejmuje obszar źródłowy rzeki Cupatitzio oraz jej górny bieg na terenie Kordyliery Wulkanicznej. Najwyższymi szczytami w parku są Cerro Chiquito (2136 m n.p.m.) i Loma Larga (2057 m). Rzeka płynie tu w wąwozie tworząc liczne wodospady z których najbardziej znane są Tzaráracua, Cascada del Rincón de Parangueo i Cascada del Estribo. 
Średnia roczna temperatura w parku wynosi w zależności od wysokości od +18 °C do +20 °C, a średnie roczne opady od 1500 mm do 2000 mm.

## Szata roślinna
W parku występuje 468 gatunków roślin. Prawie cały jego obszar pokrywają lasy, głównie sosnowe i sosnowo-dębowe. Rosną tu m.in.: Pinus douglasiana, Pinus devoniana, Pinus lawsonii, Quercus obtusata, Quercus castanea, Quercus magnoliifolia, Alnus jorullensis, Arbutus xalapensis, Clethra mexicana, czeremcha amerykańska, Ternstroemia pringlei, Ceanothus coeruleus, Lobelia laxiflora, Lupinus bilineatus, szałwia meksykańska, Senecio angulifolius, Solanum lanceolatum, Adiantum andicola, Asclepias glaucescens, begonia delikatna, lopezja gronkowata, Pereilema crinitum i fasola wielokwiatowa.

## Fauna
Odnotowano tu 57 gatunków ssaków. Są to krytycznie zagrożony wyginięciem (CR) Pappogeomys alcorni, zagrożony wyginięciem (EN) tuzo leśny, narażony na wyginięcie (VU) bawełniak pacyficzny, a także m.in.: owocowiec owłosiony, Pappogeomys gymnurus, ploniarka wulkaniczna, bawełniak aztecki, ocelot wielki, brakogonek dżunglowy, żółtobarczyk wyżynny, nocek frędzlowaty, dydelf wirginijski, wiewiórka rudobrzucha, susłouch skalny, szop pracz i pancernik dziewięciopaskowy.
W parku występują 124 gatunki ptaków. Są to m.in.: przepiór czarnogardły, rudaczek szarouchy, lelkowiec meksykański, lotniarz białoszyi, dzięciur złotolicy, drzewiarz białogardły, empidonka sosnowa, strzyż dębowy, strzyż jarzębaty, strzyżal płowy, drozd rudogrzbiety, przedrzeźniacz błękitny, pąsówka białoucha, zaroślak żółtobrzuchy, krogulec czarnołbisty, pluszcz meksykański, klarnetnik brązowoskrzydły, dzięcioł arizoński i amazonka białoczelna.
Zarejestrowano tu 18 gatunków gadów i płazów. Są to m.in.: grzechotnik meksykański, Crotalus morulus, Crotalus polystictus, Geophis petersii, Geophis tarascae, lancetogłów mleczny, Pituophis deppei, Thamnophis cyrtopsis, Isthmura bellii, Sarcohyla bistincta i Eleutherodactylus angustidigitorum.